# Ministerrat der DDR (1950–1954)
Auf der konstituierenden Sitzung der Volkskammer am 8. November 1950 wurde Otto Grotewohl zum Ministerpräsidenten gewählt. Gleichzeitig wurde das Gesetz über die Regierung der Deutschen Demokratischen Republik verabschiedet und dieser damit eine Struktur gegeben. Grotewohl stellte auf der 2. Tagung der Volkskammer am 15. November 1950 seine Regierung vor. Darunter befanden sich auch 4 Staatssekretäre mit eigenem Geschäftsbereich, deren Sekretariate auf der 1. Regierungssitzung, die vor der 2. Volkskammertagung stattfand, per Beschluss eingerichtet wurden. Auf der 2. Regierungssitzung am 16. November 1950 wurden per Beschluss die jeweiligen Staatssekretäre der Ministerien ernannt. Unter den 21 Ministern und fast 30 Staatssekretären befanden sich 13 Kandidaten und Mitglieder des Zentralkomitees der SED, darunter 4 Mitglieder des Politbüros. Die Blockparteien waren mit insgesamt 9 Ministern und 8 Staatssekretären vertreten, wobei allein die CDU 4 Minister stellte. Als einzige Blockpartei stellte die DBD zu Beginn der Regierungsperiode keinen stellvertretenden Ministerpräsidenten. In der folgenden Übersicht sind die Minister und Staatssekretäre der DDR-Regierung zu Beginn der Regierungsperiode aufgelistet.

## Mitglieder der Regierung der DDR (am 16. November 1950)

### Minister
| Funktion                                            | Amtsinhaber                                                                   | Amtsinhaber | Staatssekretär                                                                           | Staatssekretär |
| Funktion                                            | Name                                                                          | Partei      | Name                                                                                     | Partei         |
| --------------------------------------------------- | ----------------------------------------------------------------------------- | ----------- | ---------------------------------------------------------------------------------------- | -------------- |
| Ministerpräsident                                   | Otto Grotewohl                                                                | SED         | Fritz Geyer Fritz Lange                                                                  | SED            |
| Stellvertretender Ministerpräsident                 | Walter Ulbricht verantwortlich für das Amt für Jugendfragen und Leibesübungen | SED         |                                                                                          |                |
| Stellvertretender Ministerpräsident                 | Otto Nuschke verantwortlich für die Verbindung zu den Kirchen                 | CDU         |                                                                                          |                |
| Stellvertretender Ministerpräsident                 | Heinrich Rau                                                                  | SED         |                                                                                          |                |
| Stellvertretender Ministerpräsident                 | Hans Loch                                                                     | LDPD        |                                                                                          |                |
| Stellvertretender Ministerpräsident                 | Lothar Bolz                                                                   | NDPD        |                                                                                          |                |
| Vorsitzender der Staatlichen Plankommission         | Heinrich Rau                                                                  | SED         | Bruno Leuschner Paul Straßenberger Erwin Kerber                                          | SED            |
| Minister für Auswärtige Angelegenheiten             | Georg Dertinger                                                               | CDU         | Anton Ackermann                                                                          | SED            |
| Minister für Aussenhandel und Innerdeutschen Handel | Georg Handke                                                                  | SED         | Hans-Paul Ganter-Gilmans                                                                 | CDU            |
| Minister des Inneren                                | Karl Steinhoff                                                                | SED         | Hans Warnke                                                                              | SED            |
| Minister für Finanzen                               | Hans Loch                                                                     | LDPD        | Willi Georgino                                                                           | SED            |
| Minister für Volksbildung                           | Paul Wandel                                                                   | SED         | Elisabeth Zaisser Ruth Fabisch                                                           | SED LDPD       |
| Minister für Staatssicherheit                       | Wilhelm Zaisser                                                               | SED         | Erich Mielke                                                                             | SED            |
| Minister für Land- und Forstwirtschaft              | Paul Scholz                                                                   | DBD         | Kurt Siegmund                                                                            | SED            |
| Minister für Handel und Versorgung                  | Karl Hamann                                                                   | LDPD        | Paul Baender Lisa Krause ab 1. Oktober 1952 Friedrich Schneiderheinze ab 2. Februar 1953 | SED            |
| Minister für Gesundheitswesen                       | Luitpold Steidle                                                              | CDU         | Jenny Matern                                                                             | SED            |
| Minister für Verkehr                                | Hans Reingruber                                                               | parteilos   | Ernst Wollweber Erich Wächter                                                            | SED CDU        |
| Minister für Post- und Fernmeldewesen               | Friedrich Burmeister                                                          | CDU         | Wilhelm Schröder                                                                         | SED            |
| Minister für Aufbau                                 | Lothar Bolz                                                                   | NDPD        | Hans Wermund                                                                             | LDPD           |
| Minister für Schwerindustrie                        | Fritz Selbmann                                                                | SED         | Kurt Gregor                                                                              | SED            |
| Minister der Justiz                                 | Max Fechner                                                                   | SED         | Heinrich Toeplitz                                                                        | CDU            |
| Minister für Maschinenbau                           | Gerhart Ziller                                                                | SED         | Alfred Wunderlich                                                                        | NDPD           |
| Minister für Leichtindustrie                        | Wilhelm Feldmann                                                              | NDPD        | Willi-Peter Konzok                                                                       | LDPD           |
| Minister für Arbeit                                 | Roman Chwalek                                                                 | SED         | Friedel Malter                                                                           | SED            |

### Staatssekretäre mit eigenem Geschäftsbereich
Per Gesetz über die Regierung der DDR vom 8. November 1950 (Gesetzblatt der DDR S. 1135) war die Regierung nach § 5 ermächtigt, Staatssekretariate einzurichten. Diese hatten einen eigenen Geschäftsbereich. Deren Staatssekretäre nahmen an den Regierungssitzungen mit beschließender Stimme teil.
| Funktion                                                           | Amtsinhaber       | Amtsinhaber | Anmerkung |
| Funktion                                                           | Name              | Partei      | Anmerkung |
| ------------------------------------------------------------------ | ----------------- | ----------- | --- |
| Staatssekretär für Erfassung und Aufkauf                           | Hermann Streit    | SED         | per Beschluss der Regierung vom 15. November 1950 ernannt |
| Staatssekretär für Nahrungs- und Genußmittelindustrie              | Rudolf Albrecht   | DBD         | per Beschluss der Regierung vom 15. November 1950 ernannt, das Staatssekretariat wurde per Regierungsbeschluss vom 11. Juni 1953 in ein Ministerium umgewandelt |
| Staatssekretär für Berufsausbildung                                | Rudolf Wießner    | SED         | per Beschluss der Regierung vom 15. November 1950 ernannt |
| Staatssekretär für die Koordinierung der gesamten Finanzwirtschaft | Willy Rumpf       | SED         | per Beschluss der Regierung vom 15. November 1950 ernannt, im Finanzministerium gebildet, Rumpf war gleichzeitig Stellvertreter des Ministers                   |
| Staatssekretär für Kohle und Energie                               | Max Fritsch       | SED         | ab 5. November 1951 nach Aufgliederung des Ministeriums für Schwerindustrie                                                                                     |
| Staatssekretär für Chemie, Steine und Erden                        | Dirk van Rickelen | SED         | ab 5. November 1951 nach Aufgliederung des Ministeriums für Schwerindustrie                                                                                     |

## Zeitweilige Ministerien
Um den Aufbau der KVP besser zu koordinieren und Probleme im Bereich Maschinenbau beheben zu können, wurde auf der Sitzung des Ministerrates der DDR am 19. Dezember 1952 beschlossen, das Ministerium für Maschinenbau aufzulösen und in 3 Einzelressorts aufzuteilen. Am 4. Februar 1953 stimmte die Volkskammer der Ernennung der jeweiligen Minister zu.
| Funktion                  | Amtsinhaber    | Funktion                                           | Amtsinhaber       | Staatssekretär      |
| ------------------------- | -------------- | -------------------------------------------------- | ----------------- | ------------------- |
| Minister für Maschinenbau | Gerhart Ziller | Minister für Schwermaschinenbau                    | Gerhart Ziller    | Ernst Lungewitz     |
| Minister für Maschinenbau | Gerhart Ziller | Minister für Transportmittel- und Landmaschinenbau | Bernd Weinberger  | Ernst Wolf          |
| Minister für Maschinenbau | Gerhart Ziller | Minister für Allgemeinen Maschinenbau              | Helmut Wunderlich | Friedrich Schneider |

Auf der 33. Sitzung des Ministerrates der DDR am 16. November 1953 wurde schon wieder die Auflösung der 3 Ministerien und die Bildung eines Ministeriums für Maschinenbau beschlossen. Neuer Minister wurde Heinrich Rau.

## Mitglieder der Regierung der DDR bei Ende der Wahlperiode
Auf der letzten Regierungssitzung am 18. November 1954 leiteten nur noch 6 von 18 Fachministern das Ressort, welches sie 1950 übernommen hatten. Allerdings ist zu berücksichtigen, dass Paul Scholz als Landwirtschaftsminister dieses Ressort zwischenzeitlich nicht führte und Fritz Selbmann als Minister für Schwerindustrie zwischenzeitlich das etwas anders strukturierte Ministerium für Hüttenwesen und Erzbergbau leitete. Somit führten nur 4 Minister ihr Ministerium durchgehend. Das Ministerium für Staatssicherheit war zum Staatssekretariat infolge der Ereignisse um den 17. Juni herabgestuft worden, das Ministerium für Verkehr in ein Ministerium für Eisenbahnwesen mit 2 zusätzlichen Staatssekretariaten umgewandelt worden. Einziger echter Neuzugang unter den Ministerien war das Ministerium für Kultur, welches ab Januar 1954 diverse Komitees und Kommissionen unter sich vereinte. Darüber hinaus wurde das Staatssekretariat für Handel und Versorgung zu einem Ministerium aufgewertet. Hinzu kamen 7 neue Staatssekretariate, dabei allein je 2 im Bereich Verkehr und Inneres.

### Minister
| Funktion                                            | Amtsinhaber                                                                   | Amtsinhaber | Staatssekretär                                    | Staatssekretär |
| Funktion                                            | Name                                                                          | Partei      | Name                                              | Partei         |
| --------------------------------------------------- | ----------------------------------------------------------------------------- | ----------- | ------------------------------------------------- | -------------- |
| Ministerpräsident                                   | Otto Grotewohl                                                                | SED         | Fritz Geyer                                       | SED            |
| Stellvertretender Ministerpräsident                 | Walter Ulbricht verantwortlich für das Amt für Jugendfragen und Leibesübungen | SED         |                                                   |                |
| Stellvertretender Ministerpräsident                 | Otto Nuschke verantwortlich für die Verbindung zu den Kirchen                 | CDU         |                                                   |                |
| Stellvertretender Ministerpräsident                 | Heinrich Rau                                                                  | SED         |                                                   |                |
| Stellvertretender Ministerpräsident                 | Hans Loch                                                                     | LDPD        |                                                   |                |
| Stellvertretender Ministerpräsident                 | Lothar Bolz                                                                   | NDPD        |                                                   |                |
| Stellvertretender Ministerpräsident                 | Paul Scholz                                                                   | DBD         |                                                   |                |
| Vorsitzender der Staatlichen Plankommission         | Bruno Leuschner                                                               | SED         | Willy Sägebrecht                                  | SED            |
| Minister für Auswärtige Angelegenheiten             | Lothar Bolz                                                                   | NDPD        | Georg Handke                                      | SED            |
| Minister für Aussenhandel und Innerdeutschen Handel | Kurt Gregor                                                                   | SED         | Willy Hüttenrauch Josef Orlopp                    | SED SED        |
| Minister des Inneren                                | Willi Stoph                                                                   | SED         | 2 Staatssekretariate mit eigenem Geschäftsbereich |                |
| Minister für Finanzen                               | Hans Loch                                                                     | LDPD        | Willi Georgino                                    | SED            |
| Minister für Volksbildung                           | Hans-Joachim Laabs                                                            | SED         | Gertrud Bobek                                     | SED            |
| Minister für Land- und Forstwirtschaft              | Paul Scholz                                                                   | DBD         | Kurt Siegmund                                     | SED            |
| Minister für Handel und Versorgung                  | Curt Wach                                                                     | SED         | Gerda Wachowius ab 16. August 1954                | SED            |
| Minister für Gesundheitswesen                       | Luitpold Steidle                                                              | CDU         | Jenny Matern                                      | SED            |
| Minister für Post- und Fernmeldewesen               | Friedrich Burmeister                                                          | CDU         | Kurt Gebhardt                                     | SED            |
| Minister für Aufbau                                 | Heinz Winkler                                                                 | SED         | Josef Hafrang ab 1. Januar 1953                   | SED            |
| Minister für Schwerindustrie                        | Fritz Selbmann                                                                | SED         | Richard Goschütz                                  | SED            |
| Minister der Justiz                                 | Hilde Benjamin                                                                | SED         | Heinrich Toeplitz                                 | CDU            |
| Minister für Maschinenbau                           | Heinrich Rau                                                                  | SED         | Friedrich Schneider                               | SED            |
| Minister für Leichtindustrie                        | Wilhelm Feldmann                                                              | NDPD        | Rudolf Teichmann                                  | SED            |
| Minister für Arbeit                                 | Friedrich Macher                                                              | SED         | Friedel Malter                                    | SED            |
| Minister für Lebensmittelindustrie                  | Kurt Westphal                                                                 | SED         | Ruth Fabisch                                      | LDPD           |
| Minister für Kultur                                 | Johannes R. Becher                                                            | SED         | Fritz Apelt                                       | SED            |
| Minister für Eisenbahnwesen                         | Roman Chwalek                                                                 | SED         | 2 Staatssekretariate mit eigenem Geschäftsbereich |                |

### Staatssekretäre mit eigenem Geschäftsbereich
| Funktion                                                                       | Amtsinhaber     | Amtsinhaber | Anmerkung |
| Funktion                                                                       | Name            | Partei      | Anmerkung |
| ------------------------------------------------------------------------------ | --------------- | ----------- | --- |
| Staatssekretär für Energie (30. April 1953 bis zur Auflösung im Dezember 1953) | Rolf Jeczmionka | SED         | ab 23. Juli 1953 |
| Staatssekretär für Chemie                                                      | Werner Winkler  | SED         | ab 23. April 1953 |
| Staatssekretär für Erfassung und Aufkauf                                       | Hermann Streit  | SED         | |
| Staatssekretär für Berufsausbildung                                            | Rudolf Wießner  | SED         | |
| Staatssekretär für die Koordinierung der gesamten Finanzwirtschaft             | Willy Rumpf     | SED         | |
| Staatssekretär für Hoch- und Fachschulwesen                                    | Gerhard Harig   | SED         | |
| Staatssekretär für Schiffahrt                                                  | Ernst Wollweber | SED         | ab 30. April 1953, nach seiner Ernennung zum Staatssekretär für Staatssicherheit am 23. Juli 1953 wurde bis zum Ende der Wahlperiode kein neuer Staatssekretär benannt |
| Staatssekretär für Kraftverkehr und Straßenwesen                               | Heino Weiprecht | SED         | |
| Staatssekretär für Örtliche Wirtschaft                                         | Karl Kasten     | SED         | |
| Vorsitzender des Staatlichen Komitees für Körperkultur und Sport               | Manfred Ewald   | SED         | |
| Staatssekretär für Innere Angelegenheiten im Ministerium des Innern            | Josef Hegen     | SED         | |
| Staatssekretär für Staatssicherheit im Ministerium des Innern                  | Ernst Wollweber | SED         | ab 23. Juli 1953, gleichzeitig Stellvertreter des Ministers des Innern                                                                                                 |